# Volta-Becken
Das Volta-Becken ist einer von fünf geographischen Naturräumen in Ghana. 
Es ist der flächenmäßig größte Naturraum des Landes und umfasst mit einer Größe von ca. 87.000 km² etwa 45 % der Landesfläche. Im Volta-Becken befindet sich der Voltasee, der das Klima Ghanas beeinflusst.
Das Volta-Becken erstreckt sich über die Afram-Ebene im Süden an die Mampong-Erhebung angrenzend über die Konkori-Stufe als Westgrenze bis zu seiner nördlichen Ausdehnung am Rande der Gambaga-Schwelle. Südlich bildet die Kwahu-Ebene die Grenze zum Hochland von Aschanti, östlich ist die Akwapim-Togo-Kette das natürliche Ende des Volta-Beckens. Nördlich des Volta-Sees erstreckt sich dieser Naturraum noch bis auf Höhen von 300 bis 460 Metern.
Im Volta-Becken finden sich sehr nährstoffarme Böden aus Volta-Sandstein. Durchschnittlich fällt hier eine jährliche Niederschlagsmenge von 1000 mm bis 1150 mm. Besonders im Osten der Naturlandschaft Volta-Becken, am Übergang zum Akwapim-Togo-Kette in der Gegend um Kete Krachi und östlich davon ist mehr Niederschlag zu verzeichnen. Hier liegt die durchschnittliche Niederschlagsmenge bei etwa 1200–1500 mm. Im Volta-Becken herrscht die Savanne als Vegetationstyp vor. Im Gebiet zwischen dem Daka (auch Doka) und dem Oti geht die Vegetation in Trockenwald über. Im Norden des Volta-Beckens sind die Niederschlagsmengen noch geringer als im Durchschnitt und das Klima ist schon stärker durch die trockenen Winde aus der Sahara beeinflusst, so dass sich hier bereits offene Baum- und Strauchsavanne ausdehnt.
Zahlreiche Flüsse münden, nachdem sie das Volta-Becken durchflossen haben, in den Volta-See. Darunter auch der Weiße Volta, das größte Entwässerungssystem in Ghana.

## Weitere Naturräumen in Ghana
- Low Plains
- Hochland von Aschanti
- Akwapim-Togo-Kette
- High Plains